# Hebeloma aminophilum
Hebeloma aminophilum är en svampart som beskrevs av R.N. Hilton & O.K. Mill. 1987. Hebeloma aminophilum ingår i släktet fränskivlingar och familjen Strophariaceae.   Inga underarter finns listade i Catalogue of Life.